# 1.ª etapa del Giro de Italia 2021
La 1.ª etapa del Giro de Italia 2021 tuvo lugar el 8 de mayo de 2021 y consistió en una contrarreloj individual con inicio y final en Turín sobre un recorrido de 8,61 km que fue ganada por el italiano Filippo Ganna del INEOS Grenadiers, convirtiéndose de este modo en el primer líder de la prueba.

## Clasificación de la etapa
| Turín - Turín | contrarreloj individual | (8,6 km) |

| \| Clasificación de la etapa \| Clasificación de la etapa \| Clasificación de la etapa \| Clasificación de la etapa \| Clasificación de la etapa \| \| Ciclista \| Ciclista \| Equipo \| Tiempo \| \| \| ------------------------- \| ------------------------- \| ------------------------- \| ------------------------- \| ------------------------- \| \| 1.º \| Filippo Ganna \| Ineos Grenadiers \| 8 min 47 s \| \| \| 2.º \| Edoardo Affini \| Jumbo-Visma \| + 10 s \| \| \| 3.º \| Tobias Foss \| Jumbo-Visma \| + 13 s \| \| \| 4.º \| João Almeida \| Deceuninck-Quick Step \| + 17 s \| \| \| 5.º \| Rémi Cavagna \| Deceuninck-Quick Step \| + 18 s \| \| \| 6.º \| Jos van Emden \| Jumbo-Visma \| + 18 s \| \| \| 7.º \| Remco Evenepoel \| Deceuninck-Quick Step \| + 19 s \| \| \| 8.º \| Max Walscheid \| Qhubeka Assos \| + 19 s \| \| \| 9.º \| Matthias Brändle \| Israel Start-Up Nation \| + 22 s \| \| \| 10.º \| Gianni Moscon \| Ineos Grenadiers \| + 23 s \| \| |                  |                        |            |
| |                  |                        |            |
| Fuente: ProCyclingStats |                  |                        |            |
| Clasificación de la etapa |                  |                        |            |
| Ciclista | Ciclista         | Equipo                 | Tiempo     |
| 1.º | Filippo Ganna    | Ineos Grenadiers       | 8 min 47 s |
| 2.º | Edoardo Affini   | Jumbo-Visma            | + 10 s     |
| 3.º | Tobias Foss      | Jumbo-Visma            | + 13 s     |
| 4.º | João Almeida     | Deceuninck-Quick Step  | + 17 s     |
| 5.º | Rémi Cavagna     | Deceuninck-Quick Step  | + 18 s     |
| 6.º | Jos van Emden    | Jumbo-Visma            | + 18 s     |
| 7.º | Remco Evenepoel  | Deceuninck-Quick Step  | + 19 s     |
| 8.º | Max Walscheid    | Qhubeka Assos          | + 19 s     |
| 9.º | Matthias Brändle | Israel Start-Up Nation | + 22 s     |
| 10.º | Gianni Moscon    | Ineos Grenadiers       | + 23 s     |

## Clasificaciones al final de la etapa
- Las clasificaciones finalizaron de la siguiente forma:[2]

### Clasificación general(Maglia Rosa)
| \| Clasificación general \| Clasificación general \| Clasificación general \| Clasificación general \| Clasificación general \| \| Ciclista \| Ciclista \| Equipo \| Tiempo \| \| \| --------------------- \| --------------------- \| ---------------------- \| --------------------- \| --------------------- \| \| 1.º \| Filippo Ganna \| Ineos Grenadiers \| 8 min 47 s \| \| \| 2.º \| Edoardo Affini \| Jumbo-Visma \| + 10 s \| \| \| 3.º \| Tobias Foss \| Jumbo-Visma \| + 13 s \| \| \| 4.º \| João Almeida \| Deceuninck-Quick Step \| + 17 s \| \| \| 5.º \| Rémi Cavagna \| Deceuninck-Quick Step \| + 18 s \| \| \| 6.º \| Jos van Emden \| Jumbo-Visma \| + 18 s \| \| \| 7.º \| Remco Evenepoel \| Deceuninck-Quick Step \| + 19 s \| \| \| 8.º \| Max Walscheid \| Qhubeka Assos \| + 19 s \| \| \| 9.º \| Matthias Brändle \| Israel Start-Up Nation \| + 22 s \| \| \| 10.º \| Gianni Moscon \| Ineos Grenadiers \| + 23 s \| \| |                  |                        |            |
| |                  |                        |            |
| Fuente: ProCyclingStats |                  |                        |            |
| Clasificación general |                  |                        |            |
| Ciclista | Ciclista         | Equipo                 | Tiempo     |
| 1.º | Filippo Ganna    | Ineos Grenadiers       | 8 min 47 s |
| 2.º | Edoardo Affini   | Jumbo-Visma            | + 10 s     |
| 3.º | Tobias Foss      | Jumbo-Visma            | + 13 s     |
| 4.º | João Almeida     | Deceuninck-Quick Step  | + 17 s     |
| 5.º | Rémi Cavagna     | Deceuninck-Quick Step  | + 18 s     |
| 6.º | Jos van Emden    | Jumbo-Visma            | + 18 s     |
| 7.º | Remco Evenepoel  | Deceuninck-Quick Step  | + 19 s     |
| 8.º | Max Walscheid    | Qhubeka Assos          | + 19 s     |
| 9.º | Matthias Brändle | Israel Start-Up Nation | + 22 s     |
| 10.º | Gianni Moscon    | Ineos Grenadiers       | + 23 s     |

### Clasificación por puntos(Maglia Ciclamino)
| Clasificación por puntos | Clasificación por puntos | Clasificación por puntos | Clasificación por puntos | Clasificación por puntos |
| Ciclista                 | Ciclista                 | Equipo                   | Puntos                   |                          |
| ------------------------ | ------------------------ | ------------------------ | ------------------------ | ------------------------ |
| 1.º                      | Filippo Ganna            | Ineos Grenadiers         | 15 pts                   |                          |
| 2.º                      | Edoardo Affini           | Jumbo-Visma              | 12 pts                   |                          |
| 3.º                      | Tobias Foss              | Jumbo-Visma              | 9 pts                    |                          |
| 4.º                      | João Almeida             | Deceuninck-Quick Step    | 7 pts                    |                          |
| 5.º                      | Rémi Cavagna             | Deceuninck-Quick Step    | 6 pts                    |                          |
| 6.º                      | Jos van Emden            | Jumbo-Visma              | 5 pts                    |                          |
| 7.º                      | Remco Evenepoel          | Deceuninck-Quick Step    | 4 pts                    |                          |
| 8.º                      | Max Walscheid            | Qhubeka Assos            | 3 pts                    |                          |
| 9.º                      | Matthias Brändle         | Israel Start-Up Nation   | 2 pts                    |                          |
| 10.º                     | Gianni Moscon            | Ineos Grenadiers         | 1 pt                     |                          |

### Clasificación de los jóvenes(Maglia Bianca)
| Clasificación del mejor joven | Clasificación del mejor joven | Clasificación del mejor joven | Clasificación del mejor joven | Clasificación del mejor joven |
| Ciclista                      | Ciclista                      | Equipo                        | Tiempo                        |                               |
| ----------------------------- | ----------------------------- | ----------------------------- | ----------------------------- | ----------------------------- |
| 1.º                           | Filippo Ganna                 | Ineos Grenadiers              | 8 min 47 s                    |                               |
| 2.º                           | Edoardo Affini                | Jumbo-Visma                   | + 10 s                        |                               |
| 3.º                           | Tobias Foss                   | Jumbo-Visma                   | + 13 s                        |                               |
| 4.º                           | João Almeida                  | Deceuninck-Quick Step         | + 17 s                        |                               |
| 5.º                           | Remco Evenepoel               | Deceuninck-Quick Step         | + 19 s                        |                               |
| 6.º                           | Aleksandr Vlásov              | Astana-Premier Tech           | + 24 s                        |                               |
| 7.º                           | David Dekker                  | Jumbo-Visma                   | + 32 s                        |                               |
| 8.º                           | Mikkel Honoré                 | Deceuninck-Quick Step         | + 33 s                        |                               |
| 9.º                           | Samuele Battistella           | Astana-Premier Tech           | + 33 s                        |                               |
| 10.º                          | Matteo Sobrero                | Astana-Premier Tech           | + 33 s                        |                               |

### Clasificación por equipos"Súper team"
| Clasificación por equipos | Clasificación por equipos | Clasificación por equipos | Clasificación por equipos |
| Equipo                    | Equipo                    | Tiempo                    |                           |
| ------------------------- | ------------------------- | ------------------------- | ------------------------- |
| 1.º                       | Jumbo-Visma               | 27 min 02 s               |                           |
| 2.º                       | Ineos Grenadiers          | + 9 s                     |                           |
| 3.º                       | Deceuninck-Quick Step     | + 13 s                    |                           |
| 4.º                       | Israel Start-Up Nation    | + 38 s                    |                           |
| 5.º                       | Qhubeka Assos             | + 41 s                    |                           |
| 6.º                       | Astana-Premier Tech       | + 47 s                    |                           |
| 7.º                       | UAE Team Emirates         | + 52 s                    |                           |
| 8.º                       | Bahrain Victorious        | + 1 min 01 s              |                           |
| 9.º                       | EF Education-Nippo        | + 1 min 02 s              |                           |
| 10.º                      | Movistar Team             | + 1 min 06 s              |                           |

## Abandonos
Ninguno.